# Вне себя (сериал)
«Вне себя́» — российский трагикомедийный телесериал Александра Дулерайна. Производством проекта занималась компания 1-2-3 Production.
Премьера двух первых серий состоялась 18 ноября 2021 года на видеосервисе Premier. Новые серии выходили еженедельно по вторникам и четвергам. Телевизионная премьера проекта состоялась на телеканале «ТНТ» 7 февраля 2022 года.

## Сюжет
Успешного инвестиционного эксперта Дмитрия Озерецкого начинают преследовать «фантомы» убитой жены Марины и застреленного подполковника МВД России Игоря. Призраки появляются в разное время и при разных обстоятельствах. Жена обычно приходит по утрам, напоминает о делах на день, и про ответственность перед сыном. Фантом Игоря мешает герою по ночам, регулярно выговаривая Дмитрию, что он тряпка и бездарь. Среди призраков появляются и другие люди, которые постоянно давят на чувство вины главного героя и вносят в его жизнь хаос. Чтобы навсегда избавиться от видимых только главному герою сущностей и провалов в памяти, а также получить опеку над сыном Сашей, Озерецкий начинает расследовать истинные причины смерти беспокоящих его «фантомов».
Список и описание серий
| № серии | Премьера   | Описание серии |
| ------- | ---------- | --- |
| 1       | 18.11.2021 | Главный герой страдает от необъяснимой болезни — он видит призраки людей, в чьей смерти себя винит, и общается с ними как с живыми. Это мешает Дмитрию получить опеку над маленьким сыном, и доставляет большие трудности в жизни. С этой проблемой он обращается к психотерапевту. |
| 2       | 18.11.2021 | Дмитрий решает провести собственное расследование гибели супруги, в котором ему помогают фантомы Игоря и Марины. |
| 3       | 23.11.2021 | В результате постоянного общения с призраками, от сильной усталости, состояние Дмитрия ухудшается. Чтобы решать вопросы с местными мафиози главный герой обращается в полицию. |
| 4       | 25.11.2021 | Дмитрия сажают в следственный изолятор, выйти из которого ему помогает бывший деловой партнер Роман. В обмен на освобождение Роман просит об ответной услуге, которая принесёт Дмитрию большие проблемы.                                                                            |
| 5       | 30.11.2021 | С помощью Дмитрия следователь Ирина хочет раскрыть преступный заговор, но в ходе неудачной операции у главного героя появляются новые фантомы. |
| 6       | 02.12.2021 | В результате того, что мозг главного героя постоянно перегружен образами людей, он практически полностью теряет связь с реальностью. Дима находит ключ к разгадке, но его история запутывается еще сильнее. В конце серии герой попадает в западню, организованную бандитами.       |
| 7       | 07.12.2021 | В серии показаны флешбэки, через которые становится понятно, что произошло с Дмитрием, откуда появились призраки, и что случилось с его женой Мариной. |
| 8       | 09.12.2021 | Дмитрий всё ещё находится в заложниках на заброшенной даче. Однако, внезапно появившиеся воспоминания помогают ему выбраться и попытаться все исправить. |

## Актёры и роли

### В главных ролях
| Актёр                        | Роль                                                   |
| ---------------------------- | ------------------------------------------------------ |
| Евгений Стычкин              | Дмитрий Николаевич Озерецкий инвестиционный эксперт    |
| Елена Лядова                 | Марина жена Дмитрия и его фантом                       |
| Евгений Цыганов              | Игорь Петрович фантом Дмитрия, подполковник МВД России |
| Аглая Тарасова               | Ирина Викторовна Карамышева капитан МВД России         |
| Елена Морозова               | Аркадия Семёновна психотерапевт Дмитрия                |
| Павел Комаров (со 2-й серии) | Семён подчинённый Дмитрия и его фантом                 |

### В ролях
| Актёр                    | Роль                                                           |
| ------------------------ | -------------------------------------------------------------- |
| Анна Котова-Дерябина     | Людмила Борисовна Карпуль начальник Дмитрия                    |
| Иван Макаревич (1 серия) | Роберт фантом Дмитрия, менеджер-жулик                          |
| Энджи Сепеда (2 серии)   | Мадлен фантом Дмитрия                                          |
| Наталья Павленкова       | Екатерина Михайловна тёща Дмитрия, мама Марины, бабушка Саши   |
| Максим Иванов            | Саша сын Дмитрия и Марины                                      |
| Денис Бургазлиев         | Алексей Михайлович Зорин начальник Ирины, полковник МВД России |
| Михаил Бабичев           | Альберт бандит                                                 |
| Юрий Цурило              | Марат Раисович криминальный авторитет                          |
| Александр Соколовский    | Степан помощник Марата                                         |
| Дмитрий Колчин           | Роман Михайлович Шумов криминальный бизнесмен                  |
| Изабель Эйдлен           | Кадрия Фархатовна жена Романа                                  |
| Никита Тарасов           | Марк Аркадьевич Гудкевич адвокат                               |
| Артур Смольянинов        | «Цыган»                                                        |
| Николай Козак            | сотрудник СБ                                                   |
| Галина Кашковская        | врач Дмитрия                                                   |
| Александр Стефанцов      | управляющий ресторана                                          |
| Константин Мурзенко      | смотритель кладбища                                            |
| Евгения Игумнова         | Ху китаянка                                                    |
| Софья Лебедева           | Оля секретарша                                                 |

## Производство
Впервые о создании сериала было объявлено 19 апреля 2021 года. Съёмки проекта начались в 2019 году и завершились в мае 2021 года, прерываясь из-за коронавируса и эпидемиологических ограничений. Снимали сериал в Москве, Московской области, Северной Осетии и Мексике.
Для Александра Дулерайна сериал стал дебютом в статусе шоураннера.

## Российские и международные фестивали
В июле 2021 года сериал попал в секцию Forum Exclusives международного фестиваля телевизионного контента Series Mania, который проходил во французском Лилле с 26 августа по 2 сентября. В секции были представлены многосерийные проекты с наибольшим маркетинговым потенциалом, по версии отборочного комитета.
Премьерный показ пилотной серии проекта состоялся 12 сентября 2021 года в рамках конкурсной программы III фестиваля сериалов «Пилот» в Иваново.
В августе 2021 года сериал стал первым российским проектом за 22-летнюю историю фестиваля, вошедшим в шорт-лист Festival de la Fiction TV, прошедшем во французском Ла-Рошель на неделе с 14 по 19 сентября

## Призы и награды
- 2021 год — приз актёру Евгению Стычкину «За лучшую мужскую роль» на III фестивале сериалов «Пилот»[16].